# Jean-François Autier
Pour les articles homonymes, voir Autier et Léonard.
Jean-François Autier ou Autié, dit « Léonard », né en 1758 à Pamiers, et mort guillotiné à Paris le 25 juillet 1794, est le cadet de trois frères perruquiers français. Coiffeur de la reine Marie-Antoinette, il est entré dans l'Histoire pour avoir causé par son imprudence l’échec de la fuite de Louis XVI.

## Présentation
Jean-François Autier naît à Pamiers en Languedoc, dans l'actuel département de l’Ariège. Il est le fils cadet d'Alexis Autié et de Catherine Fournier, tous deux domestiques. Il a deux frères plus âgés : l'aîné, Léonard-Alexis Autié, dit « Léonard », et Pierre.
L'aîné des trois frères, Léonard-Alexis Autié, fait une carrière de coiffeur. Il rencontre à Paris un succès fulgurant sous le nom de « Léonard » et devient le coiffeur de Marie-Antoinette. Il crée une école de coiffure et fait monter ses deux frères cadets pour travailler avec lui. Voulant profiter du succès de leur aîné, les deux frères cadets se feront également appeler « Léonard », ce qui peut avoir pour effet de créer une certaine confusion autour de chacun d'eux. Longtemps, les historiens ont cru qu'il n'y avait qu'un seul Léonard, ce qui a eu pour effet de créer des polémiques entre experts.

### Le coiffeur de ces dames

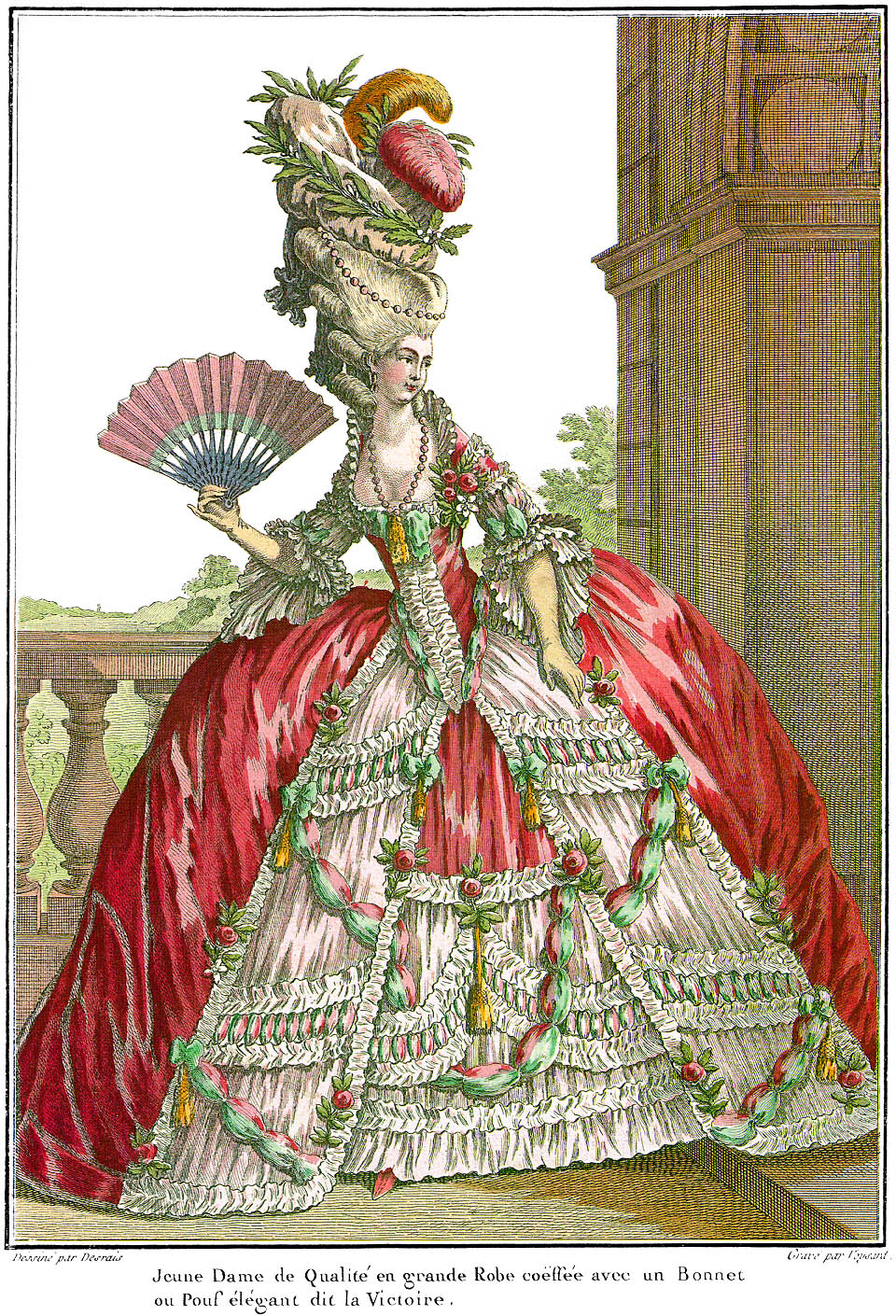
Femme coiffée en pouf.

Décrit comme un petit monsieur correct et propret, remuant, aux pommettes légèrement saillantes, au nez pointu et un peu retroussé ressemblant vaguement à Robespierre, Léonard jouissait, en 1785, à Paris, d’une vogue telle qu’elle l’avait fait surnommer « le marquis » par le comte de Provence, pour le distinguer de son frère, le chevalier, dont l’emploi se bornait à couper les cheveux. C’est en effet à Léonard qu’on doit ces gigantesques coiffures de femmes, hautes de deux pieds et compliquées d’accessoires hétéroclites, soutenues par une armature de fils d’acier, assez communes de l’époque de Louis XVI. Ce héros des ruelles élégantes donnait à ses créations des noms ridicules que les femmes trouvaient ravissants : « poufs », « toquets en lubie » ou « valgalas ». Il inventa même, à l’occasion de la vaccination du Dauphin, une « coiffure à l’inoculation » où on voyait un serpent, une massue, un soleil levant et un olivier. Très demandé, l’illustre coiffeur traitait fort rudement ses clientes qui n’en avaient pour lui que plus d’idolâtrie et d’admiration. Quand l’une était parvenue, à force de platitudes, d’influences eu de recommandations, à obtenir une séance, l’artiste arrivait, toujours pressé, contemplait sa cliente, se prenait le front dans ses mains, faisait mine d’étudier, pendant quelques instants, la taille, l’allure de la patiente haletante d’émotion, et, quand il sentait l’inspiration venue, se précipitait sur les premiers objets venus, un chou, un foulard, une éponge, des pommes, un bateau d’enfant, et au moyen de ces accessoires, il échafaudait un extravagant édifice sur la tête de sa victime écrasée et ravie. La duchesse de Luynes parut ainsi un jour au cercle de la reine avec une de ses chemises dans les cheveux et Mme de Matignon se montra portant sur la tête un artichaut, une tête de brocoli vert, une jolie carotte et quelques petites raves, accommodée « à la jardinière ». Léonard arrima de la sorte, de 1788 à 1792, toutes les jolies femmes de Paris, dont nombre devaient finir, durant la Terreur, à la guillotine.

### L'agent inopiné
Entré dans les bonnes grâces de la reine Marie-Antoinette, celle-ci crut bon de mettre ses lumières au profit de la fuite à l’étranger que projetait la famille royale. Le 20 juin 1791, à une heure un quart de l’après-midi, au moment de se mettre à table avec le roi, Marie-Antoinette le fit appeler dans son appartement aux Tuileries, où il logeait en sa qualité de valet de chambre de Sa Majesté. Après lui avoir demandé si elle pouvait compter sur son dévouement, la reine lui demanda de porter une lettre au duc de Choiseul et d’obéir à tous ses ordres. Le duc, qui l’attendait, lui fit promettre d’obéir aveuglément, ouvrit la lettre de la reine, en montra les dernières lignes à Léonard qui put y lire une nouvelle recommandation d’exécuter fidèlement les ordres qui lui seraient donnés avant de brûler le billet. Il entraîna Léonard stupéfait vers un cabriolet fermé dont il baissa les stores et qui partit à grande allure sur la route de Bondy. Léonard se mit à larmoyer, s’inquiétant de sa clef, de son cabriolet, d’une cliente laissée en plan, de son frère ne sachant ce qu'il serait devenu. Passé le relais de Meaux, l’émoi du coiffeur devint tel que Choiseul lui révéla enfin qu’il l’emmenait à la frontière, où il devait remettre une lettre de la plus haute importance pour la reine. Le duc le calma en lui certifiant que rien ne lui manquerait car il geignait : « Mais comment reviendrai-je ? geignait-il Vous le voyez je suis en bas et culotte de soie ; je n’ai ni linge, ni argent. Mon Dieu ! comment faire ? » À Pont-de-Somme-Vesle, voyant croître l’anxiété de son compagnon, Choiseul crut utile de lui révéler que la famille royale avait quitté les Tuileries à minuit et qu’ils seraient là avant deux heures. Léonard commença par fondre en larmes avant de protester de son dévouement.
Comme le roi est maintenant en retard de trois heures et que les paysans, craignant une réquisition à main armée, Choiseul tente de calmer le jeu en éloignant la troupe non sans avoir auparavant chargé Léonard de prévenir les officiers des détachements de Sainte-Menehould et de Clermont du contretemps avec ce billet : « Il n’y a pas d’apparence que le Trésor passe aujourd’hui... vous recevrez demain de nouveaux ordres. » Voici comment ce dernier fut inopinément transformé de simple pion en agent actif de l’entreprise, car les historiens se sont posé la question de savoir pourquoi, parmi tant de serviteurs éprouvés qui composaient l’entourage de la famille royale, le choix fut fait, pour remplir confier la mission d’éclaireur, de cet homme décrit comme un « fantoche sans cervelle et sans énergie » plutôt que des hommes tels que Fersen ou Brunier, le médecin des enfants de France, qui étaient depuis longtemps dans le secret et qui avaient offert, leur concours pour le voyage, tandis qu’on se méfiait de Léonard. G. Lenotre a conjecturé que la seule explication possible tient à ce que la reine, ne pouvant supporter la pensée de ne pas être aussi élégamment parée à Thonnelle qu’elle l’était aux Tuileries, avait choisi, de toute sa cour de gentilshommes prêts à donner leur vie pour elle, pour l’assister dans la circonstance la plus grave de son existence… son coiffeur chargé, sans préparation, d’une mission qui le fait en quelque sorte l’arbitre du sort du roi et des destinées de la nation, légèreté qui, par un tragique retour des évènements, lui fut fatale, car rien n’établit que Léonard fut dévoué à la cause royale, et l’avenir prouva surabondamment que les scrupules ne le gênaient pas.
Léonard prit, avec Doucher, le valet de chambre du duc, la route de Sainte-Menehould, emportant l’habit de gala rouge et or qu’il portait à Cherbourg et les diamants de la reine que lui avait confié Choiseul. À Sainte-Menehould, il montra à d’Andouins le billet écrit par le duc lui conseillant de faire desseller les chevaux et rentrer les hommes. À Clermont, il remit le billet au colonel de Damas mais, alors que sa mission était achevée et qu’il ne lui restait plus qu’à poursuivre son voyage en simple particulier, n’étant plus porteur d’aucun message, arrivé à Varennes à neuf heures et demie du soir, il appela le chevalier de Bouillé et assura cet officier que la voiture royale, ayant été retardée, n’arriverait certainement que le lendemain en l’engageant lui-même à partir, avant de repartir lui-même. Ce faux avis ayant induit en erreur Bouillé, le décida à faire rentrer ses chevaux et à retourner lui-même à son auberge, au moment où la famille royale allait arriver. 

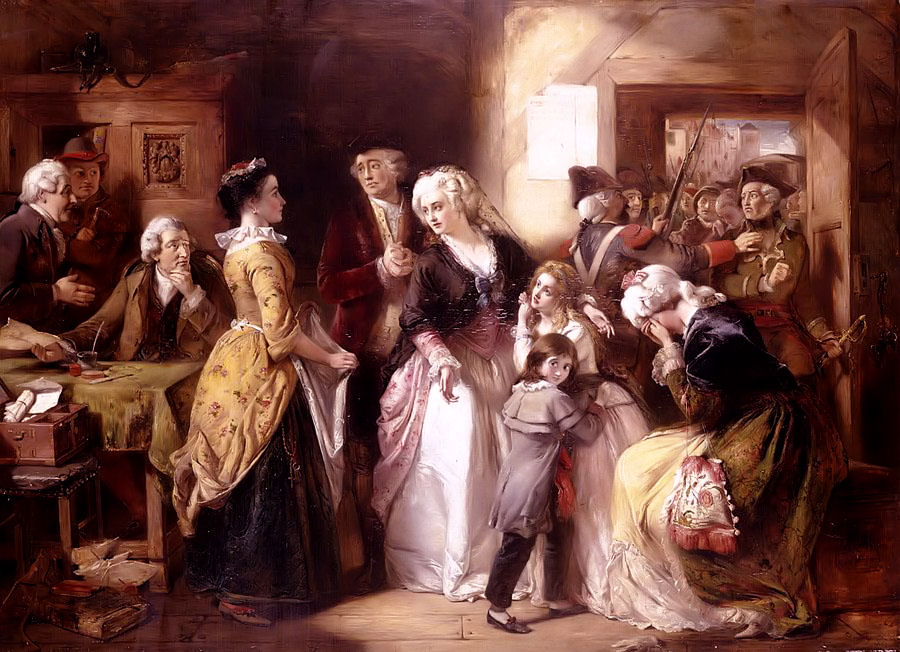
L’arrestation du roi et de sa famille à Varennes.

Cette assurance formelle que leur avait donné Léonard de l’arrestation du roi à Châlons, fut la cause que lorsque Damas, arriva de Clermont à l’hôtel du Grand Monarque de Varennes, vers une heure du matin, trouva la maison fermée et parce « que les deux officiers qui y avaient logé avec des chevaux de relais étaient partis à toutes jambes et avaient pris la route de Stenay. » La désorganisation semée sur toute la route causée par les hommes désarmés et rentrés à leurs cantonnements, les explications que cette retraite occasionna à Sainte-Menehould entre le roi et M. d’Andouins, et qui procurèrent à Drouet la facilité de reconnaitre Louis XVI, le relais manquant à l’entrée de Varennes, l’arrestation enfin et la reconnaissance des fugitifs, constitue un enchainement de fatalités inexplicable si l’on passe sous silence le rôle étrange joué par la « mission » de Léonard, sans qui, selon le mot de Napoléon, la face du monde aurait été changée. Alors qu’il aurait pu être utile à la famille royale en arrivant au plus vite à Stenay, où stationnaient deux régiments sous les ordres du général de Bouillé que ses racontars et ses fausses nouvelles auraient certainement décidé à se porter avec sa troupe sur la route de Châlons, le postillon de Léonard se trompa de route, en quittant Varennes, et ne s’aperçut de son erreur qu’à sept lieues de là, aux portes de Verdun : il lui fallut rebrousser chemin, et il ne parut à Stenay que le lendemain, tard dans la journée, alors que l’arrestation du roi était, depuis plusieurs heures, un fait accompli et que tout espoir était perdu de lui porter secours.

### Décès
Lorsque tous ceux qui avaient pris une part plus ou moins active à la fuite du roi furent décrétés d’accusation, Léonard ne fut pas poursuivi, mais au lieu de rentrer en France où il ne courait aucun danger, cet homme si pressé de satisfaire à l’impatience de ses nobles clientes, si dénué d’argent qu’il s’inquiétait, au départ, de savoir comment il reviendrait, trouva le moyen de vivre pendant trois mois à l’étranger sans qu’on entende parler de lui. Quand il reparut à Paris, il semble qu’il se soit tenu coi sans reprendre son métier jusqu’à la journée du 10 aout 1792. À l’avènement de la République, il obtint une place, à Versailles, dans les services de remonte de l’armée. Il occupait cet emploi quand il fut arrêté, durant la Terreur, en messidor an II. Condamné à mort le 7 thermidor « pour avoir précédé la Reine sur la route de Montmédy », il figura dans la même fournée que Jean-Antoine Roucher et André Chénier. Il meurt guillotiné le 7 thermidor an II (25 juillet 1794).
Après que les corps eurent été jetés à la fosse commune de Picpus, les actes authentiques du décès des condamnés furent, comme d’habitude, dressés d’après le procès-verbal de remise à l’exécuteur, avant d’être consignés à l’état civil.

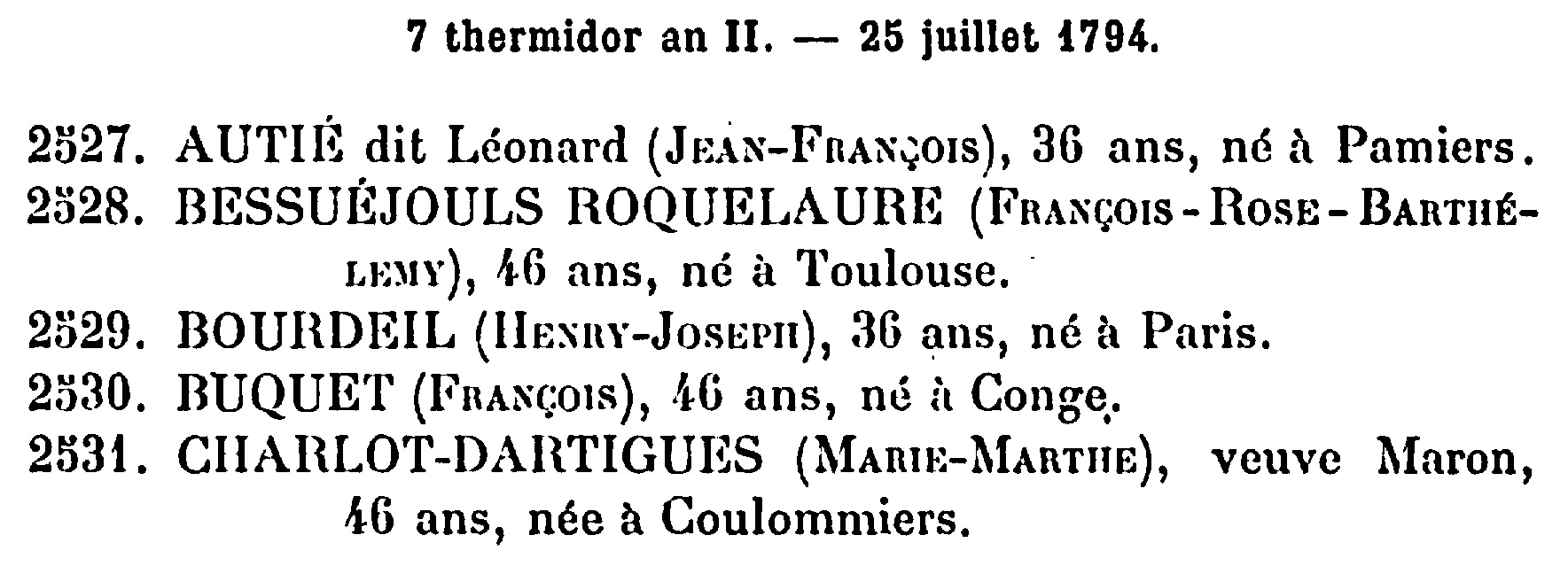
Détail de la liste des condamnés à mort par le Tribunal révolutionnaire de Paris le 25 juillet 1794

### Polémique
En raison d'une confusion avec son frère aîné, également surnommé Léonard, le décédé Jean-François revenait en 1814 de Russie où il avait passé vingt ans. Vivant encore à l’époque de la Restauration, Léonard garda le silence sur son étrange conduite pendant la nuit de Varennes, qui n’aurait pas été autre s’il avait voulu faire arrêter la voiture royale, et sur son extraordinaire odyssée de guillotiné bien portant. Ordonnateur du service des inhumations, en 1818, on pouvait le voir marcher, en culottes courtes, en manteau de deuil, la badine noire à la main, en tête des convois quand les hasards de son service le conduisaient au cimetière de Picpus où étaient enterrés tous ceux qui avaient péri « avec lui » sur l’échafaud. Son deuxième décès eut lieu après sa mort définitive, rue Saint-Thomas-du-Louvre. Son acte de décès – le second, datant du 24 mars 1820 – existait d’ailleurs à l’état civil de Paris avant l’incendie de 1871.
Le 16 mars 1838, son neveu Joseph-Clair-Auguste Autié, coiffeur, 10, rue de Bellechasse protestait, en affirmant qu’il ne lui avait jamais entendu parler d’une pareille publication et « qu’il n’a pas quitté son oncle depuis 1814, année de son retour en France jusqu’à l’époque de sa mort. » dans la Quotidienne, contre la publication des mémoires très apocryphes publiés par le libraire Levavasseur, sous le titre de Souvenirs de Léonard, coiffeur de la reine Marie-Antoinette, 4 vol. in-8°, dont Lamothe-Langon attribuait la paternité à l’ancien coiffeur de Marie-Antoinette, et qui ne sont qu’un tissu de mensonges.

## Au cinéma
Le rôle de Léonard est interprété au cinéma par :
- James Lance dans Marie-Antoinette (2006)
- Paul Ahmarani dans Marie-Antoinette (téléfilm, 2006)
- Antonin Lebas-Joly dans Ridicule (1996)
- Dane Porret dans Lady Oscar (1978)
- Alex Archambault dans Si Paris nous était conté (1956) et dans Si Versailles m'était conté (1954)